# Year 3000
Year 3000 è un brano della band britannica Busted estratto come secondo singolo dall'album Busted del 2002. La canzone fu scritta dai tre membri della band, James Bourne, Matt Willis e Charlie simpson, insieme a Steve Robson e Graham Jay. La canzone contiene molti riferimenti a Ritorno al futuro, il film preferito di Bourne.

## Storia
La canzone fu scritta in riferimento alla passione di James Bourne per Ritorno al futuro. Contiene infatti diversi riferimenti e citazioni del film, ad esempio parla del flusso canalizzatore nella frase "Stood there was my neighbor, called Peter, and a flux capacitor" ("Lì in piedi c'era il mio vicino Peter con un flusso canalizzatore") e "He told me he built a time machine like the one in the film I've seen" ("Mi ha detto di aver costruito una macchina del tempo come quella del film che ho visto").

## Classifiche
Year 3000 raggiunse la seconda posizione della classifica inglese e ha venduto 165 000 copie nel 2002. In tutta Europa raggiunse la prima posizione in classifica solamente in Paesi Bassi e Belgio, e la seconda posizione in Irlanda.

## Tracce
CD 1
1. Year 3000 (Single Version) – 3:18
2. Year 3000 (Acoustic Version) – 3:24
3. Year 3000 (The DJEJ Mix) – 4:12
4. Year 3000 (Instrumental) – 3:18

CD 2
1. Year 3000 (Single Version) – 3:18
2. Fun Fun Fun – 2:58
3. Late Night Sauna – 2:14

Singolo
1. Year 3000 (Single Version) – 3:18
2. Fun Fun Fun – 2:58

## Video musicale
Il video musicale inizia con un'inquadratura del videogioco Stay Alive. Si passa poi ad un'inquadratura della band che suona in una camera da letto, mentre fuori si sente un suono simile ad un'esplosione. I Busted si affacciano alla finestra e vedono in cortile un bambino con gli occhiali, cioè il vicino Peter (interpretato da Chris Bourne, fratello minore di James), accanto ad una macchina accessoriata in maniera simile alla DeLorean di Ritorno al futuro. I tre salgono allora in macchina insieme a Peter e viaggiano verso il futuro, rappresentato da scene simili ad un cartone animato. Arrivano poi all'anno 3000, dove incontrano alieni, pesci, e le 'triple-breasted women' (letteralmente donne con tre seni). Mentre passano in macchina, una delle ragazze lancia il proprio reggiseno ai ragazzi, che litigano tra loro per averlo.
Nell'anno 3000 c'è anche una versione più anziana dei Busted, la cui vista sconvolge James e Matt, mentre Charlie sembra soddisfatto di come apparirà in futuro. I ragazzi decidono allora di sostituirsi alle loro controparti più anziane per tenere un concerto, chiudendo i Busted anziani a chiave in camerino. L'esibizione è un grande successo, e tra la folla si scorge Peter che batte le mani.
Il video si chiude con i Busted che saltano, formando il loro logo con quello che è stato definito "Busted jump", un loro movimento caratteristico.

## Cover
I Jonas Brothers hanno portato al successo questa canzone nel 2007, componendone una cover per il loro album Jonas Brothers.
Nel 2023 i due gruppi hanno pubblicato un rifacimento della canzone cantata insieme.